# Genbibliothek
Genbibliothek
Eine Genbibliothek, auch genomische Bibliothek, DNA-Bibliothek oder Genbank, beherbergt das gesamte Genom eines Organismus in Form von definierten DNA-Teilstücken auf Vektoren in einzelligen Träger-Organismen oder Phagen. Diese Träger-Organismen dienen der Speicherung und Vervielfältigung der Fragmente zum Zweck molekularbiologischer Untersuchungen.
Genbank
Wird ein Genom nicht in einzelnen Teilstücken, sondern als gesamtes Genom, zu dessen Erhaltung und Nutzung für Züchtung und Forschung, in lebenden Pflanzen oder in deren Samen aufbewahrt, spricht man heute von Genbanken (engl. germ plasm banks). Die Pflanzen werden auf Versuchsfeldern oder in Gewächshäusern zur Vermehrung angebaut und das Saatgut danach zur Langzeitlagerung in Kühllagern aufbewahrt.

## Anlegen einer Genbibliothek
Beim Anlegen einer Genbibliothek werden in der Regel durch enzymatische Verdauung von genomischer DNA mit Restriktionsenzymen zunächst Fragmente des kompletten Genoms eines spezifischen Organismus hergestellt. Jedes Fragment enthält ein oder mehrere Gene und wird separat über einen sog. Vektor in einen einzelligen Organismus (E. coli, S. cerevisiae oder andere) oder Phagen eingeführt. Dieser Prozess wird auch als Transformation bzw. Transduktion bezeichnet. Der Einzeller vervielfältigt einhergehend mit seiner eigenen Vermehrung durch Zellteilung das ihm eingefügte DNA-Fragment und bildet auf entsprechendem Nährboden eine Kolonie. Im Labor werden entsprechend viele Kolonien erzeugt und kultiviert, die benötigt werden um das gesamte Genom eines Organismus, fragmentiert in Einzelkolonien, unterzubringen.
Die Größe der Fragmente hängt maßgeblich von den zur Klonierung verwendeten Vektoren ab. Die Kapazität (maximal fassbare Fragmentgröße) der Vektoren relativ zur Gesamtgröße des Genoms ist in der Regel sehr klein. Heute werden YACs und BACs verwendet, da diese Vektortypen eine recht hohe Fragmentgröße von bis zu etwa 150 kbp bzw. 300 kbp erlauben. Damit kann man das menschliche Genom von grob 3.200.000 kbp in etwas mehr als 10.000 bzw. 20.000 Fragmenten unterbringen. Dies stellt eine enorme Verbesserung im Vergleich zu früheren Methoden dar, bei denen das menschliche Genom noch in 35 kbp- oder sogar 17 kbp-Fragmente unterteilt werden musste.
Die DNA-Fragmente können auch in Phagen eingebracht werden, deren Aufnahmekapazität ist allerdings sehr viel geringer (max. 25 kbp) als die der zuvor erwähnten Vektoren.

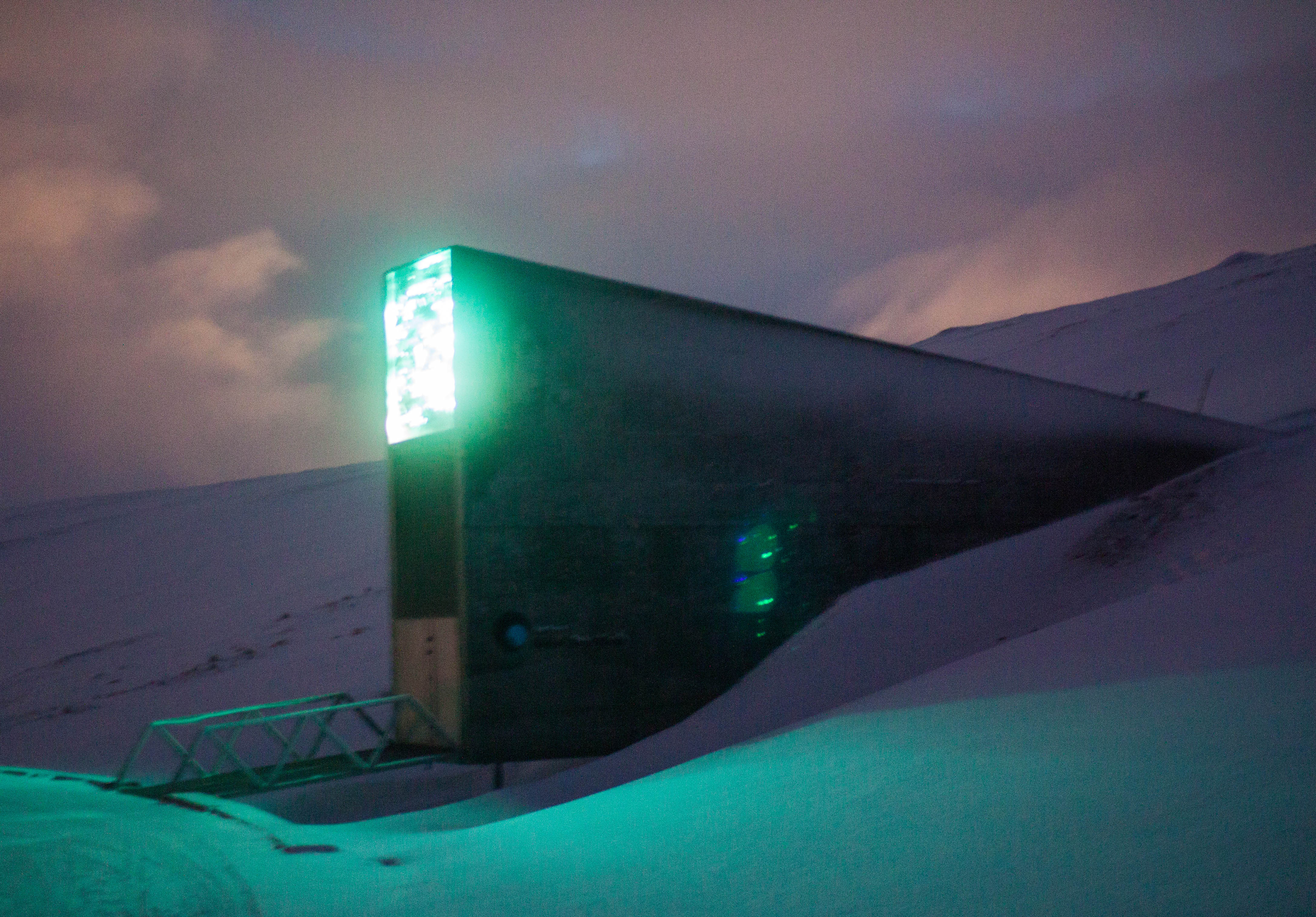
Eingangsgebäude zum unterirdischen Svalbard Global Seed Vault, auf Spitzbergen.

Ist die Genbibliothek einmal erstellt, kann ein benötigtes DNA-Fragment vervielfältigt werden, indem die Zellen der entsprechenden Kolonie auf einem geeigneten Nährboden zur Vermehrung gebracht werden.
Durch spezielle molekularbiologische Techniken kann das DNA-Fragment aus dem Träger-Organismus reisoliert werden. Dabei wird der zur Speicherung und Vervielfältigung genutzte Organismus lysiert, die freigesetzte DNA chemisch aufgereinigt und der eingebrachte Vektor mit dem DNA-Fragment von der Wirts-DNA isoliert (Plasmidpräparation). Im Labor sind die Kolonien in der Regel so gekennzeichnet, dass bekannt ist, welcher Position im Genom das beherbergte Fragment entspricht. Durch Hybridisierung oder durch Sequenzierung und Abgleich der erhaltenen DNA-Sequenz über eine DNA-Sequenzdatenbank (z. B. GenBank) kann die Position des DNA-Fragmentes (und damit der enthaltenen Gene) im Genom allerdings jederzeit überprüft werden.

## Genbank-Kulturpflanzen
Genbanken sind Einrichtung zur Sammlung von Nutzpflanzen mit dem Ziel, genetisches Material für künftige Neuzüchtungen oder gentechnische Anwendungen zu bewahren und nutzbar zu machen. Genbanken dienen damit der ex-situ Erhaltung (Erhaltung außerhalb des natürlichen Lebensraumes) und der gezielten Nutzung der Artenvielfalt (Biodiversität) für die Forschung und Pflanzenzüchtung.
Weltweit bestanden 2007 ca. 1400 staatlich kontrollierte öffentliche „Genbanken der Kulturpflanzen“, häufig auch als Saatgutbibliotheken bezeichnet.
Der weltweit größte Tresor speziell für Samen und Pflanzgut von Nutzpflanzen, das Svalbard Global Seed Vault, entsteht derzeit in Longyearbyen auf Spitzbergen. Tief im permanent gefrorenen Fels der arktischen Insel, die nur etwa tausend Kilometer vom Nordpol entfernt liegt, soll künftig bei Permafrost Saatgut aus aller Welt sicher lagern, geschützt vor Naturkatastrophen, Epidemien oder gar einem Atomkrieg. Die Lagerstätte wird von der norwegischen Regierung errichtet in Kooperation mit dem
Welttreuhandfonds für Kulturpflanzenvielfalt, einer UN-nahen Stiftung, die auch von der Bundesregierung (Deutschland) und der Bill & Melinda Gates Foundation gesponsert wird. Hauptziel der Initiative ist eine möglichst vollständige Erhaltung der 21 wichtigsten Nutzpflanzenarten wie Reis, Mais, Weizen, Kartoffeln, Äpfel, Maniok, Wasserbrotwurzel oder Kokosnuss und deren riesiger Sortenvielfalt. Vorrangig werden seltene Kultursorten gebunkert, die für Landwirte in Entwicklungsländern von Bedeutung sind. Der Tresor soll mehrere Millionen Saatgutproben fassen.

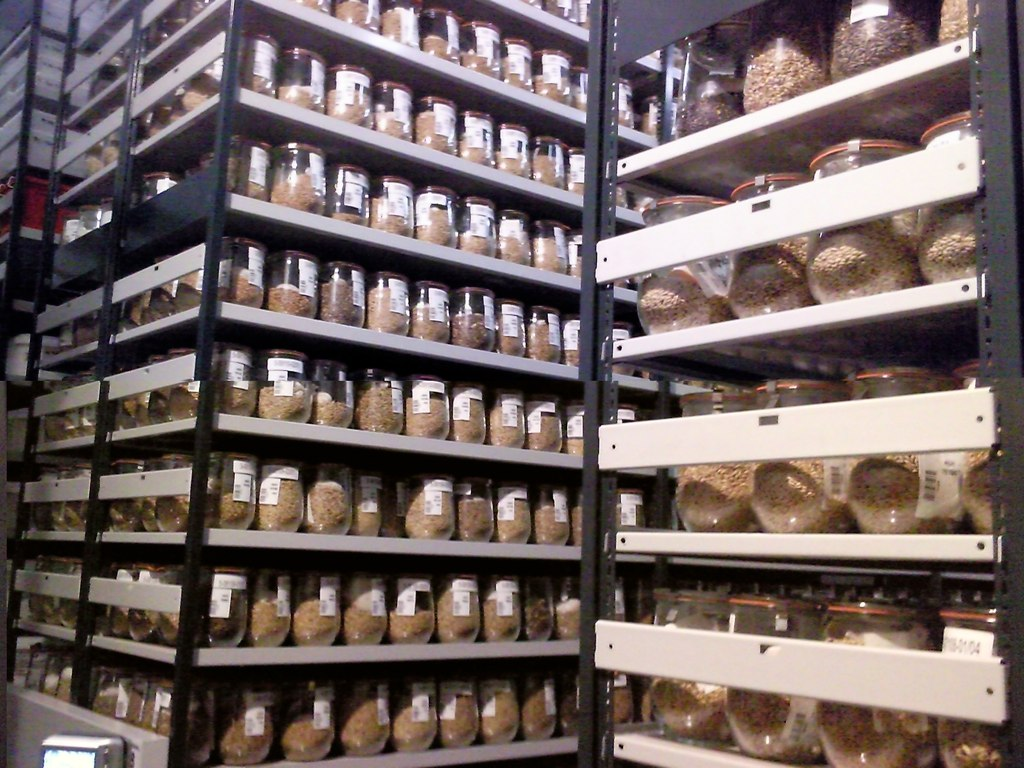
Lagerung von Saatgutmustern genetischer Ressourcen im IPK Gatersleben.

Die deutsche Genbank-Kulturpflanzen wurde noch bis etwa 1980 als Kulturpflanzenweltsortiment bezeichnet. Sie befindet sich im heutigen Leibniz-Instituts für Pflanzengenetik und Kulturpflanzenforschung in Gatersleben und geht auf eine Gründung im Kriegsjahr 1943 durch Prof. Hans Stubbe in Wien zurück. Sie wurde am Ende des Krieges nach Gatersleben in Mitteldeutschland verlagert. Das Hauptziel war der Schutz und die Erhaltung der genetischen Ressourcen (genetische Vielfalt) von landwirtschaftlichen und gärtnerischen Kulturpflanzensorten und ihren verwandter Wildarten durch eine Vermehrung auf Versuchsfeldern und in Gewächshäusern. Das Ausgangssaatgut für die Genbank stammt aus weltweiten Sammlungsaktivitäten und aus dem Austausch mit anderen Institutionen. Zunehmend erfolgt, beginnend ab 1976, die Sicherung von Saatgut durch eine Langzeitlagerung im Kühllagerhaus.  Die Genbank Gatersleben hatte 2007 einen Bestand von  etwa 150.000 Saat- und Pflanzgutmustern von über 3000 Nutzpflanzenarten und nahezu 800 Pflanzengattungen. Diese werden sowohl im Kühlhaus aufbewahrt, als auch durch Anbau auf dem Versuchsfeld oder durch In-vitro-Kultur vermehrt, evaluiert (bewertet), charakterisiert und dokumentiert.
Im Nachkriegsdeutschland wurde in Westdeutschland eine vergleichbare staatliche Genbank an der Bundesforschungsanstalt für Landwirtschaft in Braunschweig eingerichtet, die zunächst unter Dieter Bommer, dann unter Manfred Dambroth eine erfolgreiche Initiative zur Sammlung alter regionaler Landsorten verschiedener Nutzpflanzengattungen und Wildpflanzen durchführte. Im Rahmen der Wiedervereinigung wurde diese Sammlung an das neu gegründete Leibniz-Institut für Pflanzengenetik und Kulturpflanzenforschung in Gatersleben übergeben.
Eine deutsche Genbank für Obstsorten und deren Wildarten besteht im Institut für Züchtungsforschung bei Obst in Dresden-Pillnitz und enthält etwa 2.500 verschiedene Muster.

## Genbank-Wildpflanzen

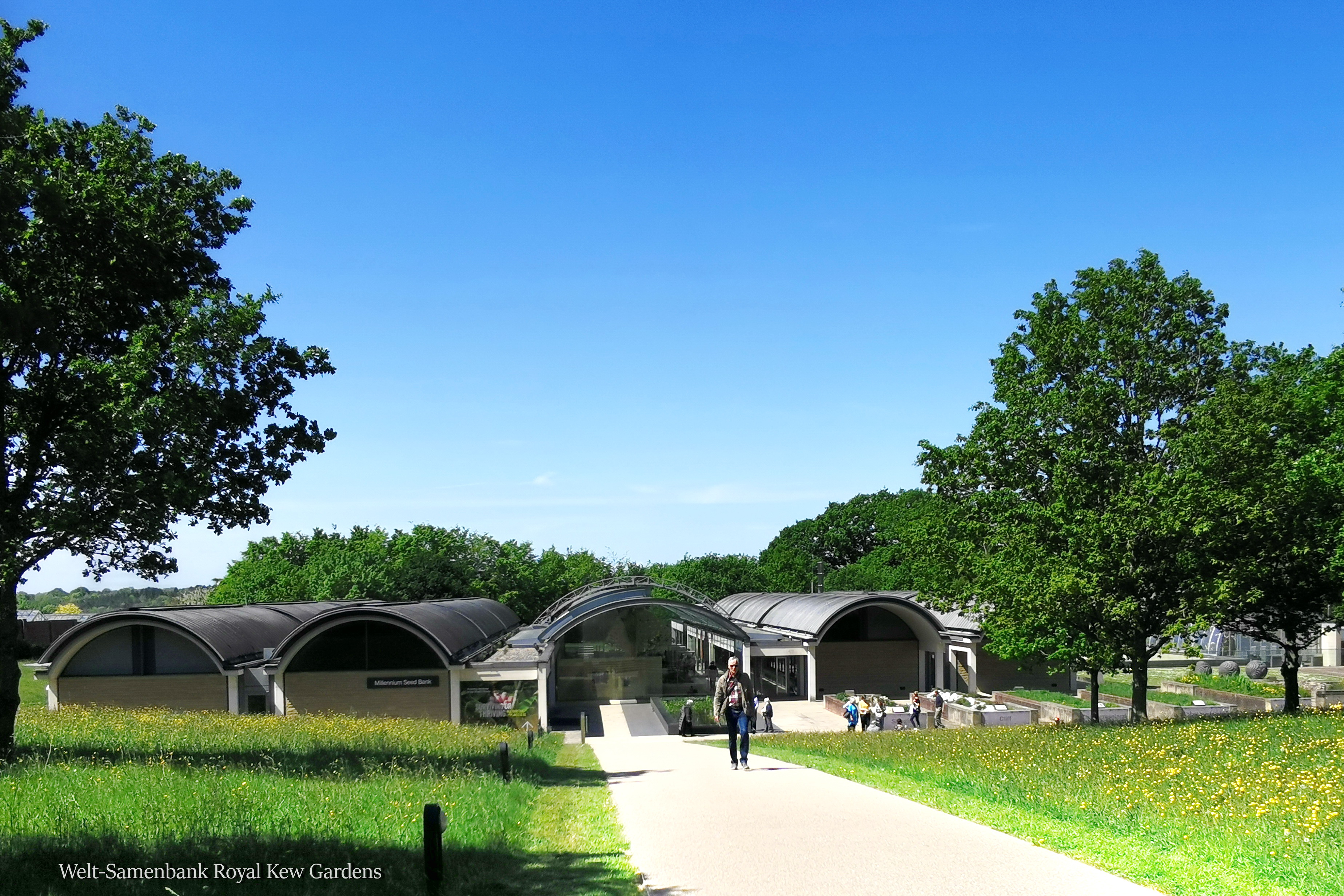
Millenium Samenbank in Wakehurst mit unterirdisch eingerichteten Kühllagern für die Saatgutlagerung.

Um auch das Erbmaterial von Wildpflanzen vor dem Verlust durch Aussterben der Arten zu bewahren, werden in zunehmendem Maße in aller Welt auch Genbanken zur Erhaltung von Wildpflanzen und ihrer genetischen Eigenschaften eingerichtet. Das Erbmaterial dieser Pflanzen kann für zukünftige neue Zuchtziele für die menschliche und tierische Ernährungssicherung oder auch für pflanzliche Ausgangsstoffe zur Herstellung von Arzneimitteln von besonderer Bedeutung werden.
Die größte Genbank für Wildpflanzen der Welt ist nach eigenen Angaben die Millennium Seedbank in Kew Garden am Standort Wakehurst Garden in Großbritannien.
Auch eine deutsche Genbank für Wildpflanzen für Ernährung und Landwirtschaft (Genbank WEL) wurde 2014 als bundesweites Netzwerk gegründet. An dem Netzwerk sind die Botanischen Gärten Berlin, Karlsruhe, Osnabrück und Regensburg, die Pädagogische Hochschule Karlsruhe sowie die Bundesanstalt für Landwirtschaft und Ernährung beteiligt. Verwaltet wird diese Genbank vom Botanischen Garten Osnabrück. Die WEL-Genbank hat eine damit eine wertvolle Ressource für zukünftige Forschungsprojekte und für den Einsatz im Pflanzenbau geschaffen.